# 秦厲共公
秦厲共公（？—前443年），《史记·秦始皇本纪》作秦剌龚公，《史记正义·秦始皇本纪》作秦利龚公，《后汉书·卷八十七·西羌传》作秦厲公，嬴姓，赵氏，战国时期秦国君主。秦悼公之子，在位34年。
秦厉共公在位期间，秦国国力强大，曾多次对外用兵，周边各国前来进贡。

## 生平
前475年，蜀国前来进贡。
前472年，楚国前来进贡。
前471年，义渠前来进贡，绵诸前来求援。
前470年，天空出现彗星。同年，楚国王子英投奔秦国。
前467年，天空再次出现彗星，庶长率兵修补魏城（今山西省芮城县北）。
前463年，晋国、楚国前来进贡。
前461年，派兵在黄河边修筑护城河；派军队二万攻打西戎大荔（今陕西省渭南市大荔县东），夺取其王城；派兵修补庞戏城（今陕西省白水县东北）。
前457年，秦厉共公亲自率军讨伐绵诸。
前456年，在频阳（今陕西省富平县北）设县。晋国夺取了武城（今陕西省渭南市华州区东）。
前453年，知襄子战败被杀，其领地被赵、韩、魏三家瓜分。
前452年，知襄子族人智开及其从属逃亡到秦国。
前451年，左庶长在南郑（今陕西省汉中市南郑区）建城。 
前449年，越国派使者迎娶秦厉共公的女儿。
前448年，知襄子族人智宽及其从属逃亡到秦国。
前445年，楚国与秦国结盟。
前444年，派兵征伐义渠，俘虏其国王。
前443年，出现日食，白天光线昏暗，能看到星星。同年，秦厉共公去世，葬于人里。秦厲共公有子二人，秦躁公和秦懷公，長子秦躁公继位。